# Олав I (король Дублина)
Олав I (Анлав I, Олав Белый; Olaf, древненорв. Óláfr, ирл. Amlaíb; умер в 871/873) — король Дублина (ок. 853 — ок. 871), брат и соправитель королей Ивара и Асла. Норвежский или норвежско-гэльский военно-политический лидер Ирландии и Шотландии второй половины IX века. Вместе с братьями Иваром и Аслом Олав (Анлав) часто упоминается в ирландских анналах.

## Биография

### Правление
«Анналы Ульстера» сообщают о прибытии Олава (Анлава) в Ирландию в 853 году. Анлав, сын короля Лохланна (возможно, Норвегии), приплыл в Ирландию, где местные викинги подчинились его верховной власти, а ирландцы заплатили ему дань.
«Фрагментарные анналы Ирландии» сообщают более подробно о прибытии Олава (Анлава). В шестой год правления верховного короля Ирландии Маэлсехнайлла мак Маэла Руанайда (846—862/863) на остров прибыл Анлав конунг, сын короля Лохланна, потребовав от имени своего отца выплаты большой дани, но затем внезапно покинул Ирландию. Тогда же на остров прибыл его младший брат Ивар (Имар), чтобы взимать дань с ирландского населения.
Лохланн, первоначально Лайхлинн или Лохленд, «земля викингов», где Гофрайд, отец Олава (Анлава), был королём, часто отождествлялся с Норвегией. Возможно, Лохланном ирландцы называли какую-то область со скандинавским населением — по одной версии, Исландию, по другой — один из районов контролировавшейся викингами Шотландии. Вероятно, так называлась вся совокупность скандинавских земель вообще.
Олав (Анлав) вернулся в Ирландию в 856 году, когда он вместе с братом Иваром начал войну против верховного короля Маэлсехнайлла мак Маэла Руанайда. Союзниками верховного короля «Анналы Ульстера» называют норвежцо-гэлов, потомков от смешанных браков викингов и ирландцев. В 857 году Олав и Ивар одержали ряд побед в Мунстере над союзными верховному королю норвежцо-гэлам под командованием короля Островов Кетиля Плосконосого.
В 859 году дублинские короли Анлав и Ивар оказали военную поддержку королю Осрайге Кербаллу мак Дунлайнге, который поднял мятеж против верховного короля Ирландии Маэлсехнайлла мак Маэла Руанайда. Вместе с викингами Кербалл мак Дунлайнге разорил Королевство Миде и три месяца разорял владения Маэлсехнайлла. Еще в 858 году, объединившись с предводителем викингов Иваром, Кербалл разграбил земли подчинённого королю Миде септа Кенел Фиахах и владения норвежцо-гэлов, а также предъявил притязания на земли союзного верховному королю Лейнстера.
В 862 году Анлав и Ивар заключили союз с королём Айлеха Аэдом Финдлиатом, направленный против верховного короля Маэлсехнайлла мак Маэла Руанайда. При помощи викингов Аэд Финдлиат опустошил Миде. Анналы сообщают о том, что в этом же году Маэлсехнайллу и Кербаллу удалось разбить норманнов при Драмомью, но что уже в 862 году Аэд Финдлиат, викинги и король Бреги Фланн мак Конайнг снова совершили совместный набег на Миде. Анлав (Олав) был женат на дочери короля Айлеха Аэда Финдлиата. В 862/863 году после смерти Маэлсехнайлла мак Маэла Руанайда Аэд Финдлиат захватил престол верховного короля, подавив сопротивление некоторых ирландских вождей при помощи своих союзников-викингов. В 864 году по приказу дублинского короля Олава Белого был утоплен плененный король Миде Конхобар мак Доннхада.
В 864 или 866 году дублинские короли Олав и Асл с большим войском викингов совершили поход на Шотландию, где разграбили всю страну и захватили заложников. Согласно «Хронике королей Альбы» после успешного похода короли остались на зимовку в Шотландии. В это время верховный король Ирландии Аэд Финдлиат, воспользовавшись отсутствием всех трёх королей Дублина, воевавших в Шотландии, предпринял военный поход на северо-восток острова и разрушил все лонгфорты викингов между Донеголом и Антримом, а затем разбил викингов в сражении у Лох-Фойла. В 867 году Олав Белый вернулся из Шотландии в Ирландию. В том же году из-за семейной ссоры Олав убил своего брата и соратника Асла. Тогда же Cennétig mac Gaíthéne, король племени Лойгис, уничтожил форпост викингов в Клондолкине и предпринял рейд на Дублин.
В 870 году дублинский король Олав вместе с братом Иваром вернулся в Шотландию. Викинги осадили Дан-Британн, главную цитадель королевства Стратклайд. После четырехмесячной осады Олав взял и разграбил Дан-Британн. В 871 году Олав на 200 судах вернулся из Шотландии в Дублин, привезя с собой большое количество пленных англов, британцев и пиктов. Среди пленников находился и последний король Стратклайда Артгал ап Думнагуал, который в 872 году, согласно «Анналам Ульстера» был убит в Дублине при подстрекательстве короля Альбы Константина I.
«Фрагментарные анналы Ирландии» сообщают, что в 871 году Анлав (Олав) вернулся в Лохланн, чтобы помочь своему отцу в войне. Это последнее упоминание об Олаве в ирландских анналах. Согласно «Пиктской хронике», Олав погиб в 874 году во время затяжной военной кампании в Шотландии против Константина I, короля Альбы. Олав с войском опустошил шотландские земли, затем с января по середину марта находился там на зимней стоянке. Погиб во время сбора дани с шотландцев. В 875 году Константин потерпел поражение от викингов в битве при Долларе и вынужден был уступить им весь север своего государства.

### Брак и дети
Олав Белый был женат на Ауд Мудрой (ок. 834 — ок. 900), дочери короля Мэна и Островов Кетиля Плосконосого, от брака с которой у него был сын Торстейн Рыжий (ок. 850 — ок. 890). После гибели Олава Ауд и её сын Торстейн переселились на Гебридские острова.
В «Анналах Ульстера» сообщается, что в 875 году Торстейн (названный Ойстином) был предательски убит в Альбе (Шотландия).
Однако Ауд, жена Олава, не упоминается в ирландских источниках. «Фрагментарные анналы Ирландии» вначале сообщают, что Олав был женат на дочери верховного короля Ирландии Аэда Финдлиата (862/863-879), а другом месте, сообщая о смерти Асла в 867 году, говорят, что женой Анлава была «дочь Кинаэда». Предполагается, что женой Анлава была дочь Кинаэда мак Конайнга, короля Бреги, утопленного в 851 году по приказу верховного короля Ирландии Маэлсехнайлла мак Маэла Руанайда.
Согласно альтернативной версии, Олав Белый был женат на дочери Кеннета I Макальпина, короля Альбы, отца Константина I.
Также известны два сына Олава:
- Карлус, погиб в 868 году в битве при Киллинири, где он сражался на стороне короля Бреги Фланна мак Конайнга против верховного короля Ирландии Аэда Финдлиата
- Эйстейн (ум. 875), король Дублина (873—875), был убит своим дядей Хальфданом.